# Herlevs kommun
Herlevs kommun (danska Herlev Kommune) ligger i Region Hovedstaden i Danmark. Kommunen har 27 743 invånare (2007) och en yta på 12,06 km². Kommunen bildades 1909 genom att den blev utbruten ur Gladsaxe kommun. Orten Herlev har varit en landsbygdsby och kan spåras 700 år tillbaka. Idag ingår kommunen i Hovedstadsområdet, det sammanhängande tätortsområdet i och omkring Köpenhamn.

## Historia
Herlev nämns för första gången i skrift 1268, då en del av Herlev blir skänkt til ett kloster. 
Herlevs station, som ligger längs Frederikssundsbanan byggdes 1879. Från sekelskiftet började närheten till Köpenhamn märkas inte bara i en ekonomisk påverkan, där den länge varit av betydelse, utan även genom att bostadsområden börjar byggas inom kommunen.
Utbrytningen ur Gladsaxe var en del i strävan att bevara Herlev som en jordbruksby och undvika att orten blev en förstad till Köpenhamn. I längden visade sig detta inte vara möjligt och under perioden efter andra världskriget växte kommunens invånarantal snabbt. 
| År   | Befolkning |
| 1787 | 354        |
| 1860 | 820        |
| 1901 | 693        |
| 1930 | 2 384      |
| 1945 | ~3 800     |
| 1951 | ~10 000    |
| 1960 | ~20 000    |

## Befolkning
Ålderstrukturen skiljer sig knappt från genomsnittet för landet, eller amtet. Andelen mellan 17 och 66 år är 63,5 procent, medan 21,6 procent är under 17 år och 14,8 procent är över 66 år. [källa behövs]

## Ekonomi
Kommunalskatten är 19,9 procent.[källa behövs] Av befolkningen i arbetsför ålder är 75,6 procent i arbete, arbetslösheten är 5,2 procent (2004).
Sjukhuset Herlev Hospital (till 2006 Herlev Amtssygehus) är en stor lokal arbetsgivare och Danmarks högsta byggnadskomplex.